# El visitant
El visitant (títol original en anglès, The Visitor) és una pel·lícula estatunidenca estrenada l'any 2008 i dirigida per Thomas McCarthy. L'actor Richard Jenkins fou nominat com a millor actor. S'ha doblat i subtitulat al català.

## Repartiment
- Richard Jenkins: Walter Vale, professor en una universitat de Connecticut, vidu sexagenari
- Hiam Abbass: Mouna Khalil, la mare de Tarek, bonica i digna siriana
- Haaz Sleiman: Tarek Khalil, jove sirià talentós intèrpret de djembé
- Danai Jekesai Gurira: Zineb, la petita amiga senegalesa de Tarek
- Michael Cumpsty: Charles, el col·lega de Walter
- Marian Seldes: Barbara, la professora de piano
- Amir Arison: Maître Shah, l'advocat
- Maggie Moore: Karen
- Bill McHenry: Darin
- Richard Kind: Jacob
- Tzahi Moskovitz: Zev, el veí de l'estand israelià de Zineb
- Neal Lerner: Martin Revere

## Premis i nominacions
Nominacions
- 2009: Oscar al millor actor per Richard Jenkins